# Handling (virke)
 For alternative betydninger, se Handling. (Se også artikler, som begynder med Handling)
Ordet handling er et tysk låneord. (Handlung). Tidligere brugte man det nordiske ord "virke", men det bruges nu næsten kun i sammensatte ord.

## Handling forstået som en struktureret proces
Handling betegner i snæver forstand den særligt menneskelige form for bevidst og målrettet indvirkning på det naturlige og sociale miljø. Handling er en lukket, tidsmæssigt og logisk struktureret aktivitet. Den slags forløb kaldes for viljesakter. Dermed ligger vægten på det målrettede i handlingen.
Handlinger udspringer af tilskyndelser og motiver. Den ønskede sluttilstand bestemmer i form af opstillede mål over hvert enkelt led i handlingen, og det gør, at handlingsplanen – dvs. den mere eller mindre præcise forestilling om handlingen – kan regulere og koordinere psykiske og fysiske processer. Bevidste handlinger kendetegnes ofte ved den agerendes vidtgående selvrådighed i mål- og procesanalysen, i handlingsmotiveringen, i valget af bestemte mål og midler og i selve udførelsen af handlingen. Derved danner handlingen en forholdsvis afsluttet helhed, som afviger fra personens øvrige aktiviteter dels ved sin tidsmæssige udstrækning, dels ved sin indre struktur. Handlingens indre struktur viser sig bl.a. ved, at den ofte kommer til at ligne opgaveløsning.
Adskilte handlinger viser ofte en indbyrdes sammenhæng, ved at der opstår gensidige påvirkninger. Handlinger, der bliver styrket gennem succes, og handlinger, der bliver korrigeret af fiasko, bliver indlært og måske endda refleksagtige.

## Handling i moralsk lys
I ordet handling ligger der et element af beslutning. Kun mennesker handler, mens dyr bare gør eller udfører noget. Omvendt er det også karakteristisk, at vi netop søger at undgå ordet handling, når vi vil understrege fraværet af en forudgående beslutning: "Jeg gjorde det bare!" eller "Det skete bare sådan, uden at jeg nåede at tænke..."
Hvis vi anerkender, at der ligger en beslutning bag enhver handling, så må vi også vedstå et moralsk ansvar for handlingen. Man kan ikke stille løven til regnskab for, at den slog gnuen ihjel, men man kan kræve af jægeren, at han kan begrunde sit drab. I sin yderste konsekvens er det vel netop dette argument, der ligger bag syndefaldsmyten: Når du har spist af kundskabens træ og er blevet dig dine handlinger bevidst, så tæller det moralske taxameter, og du har selv dømt dig ud af Edens have.

## Handling i sprogfilosofisk lys
En anden dimension i ordet handling er dets tætte sammenhæng med sprogets udsagnsord. Det må nødvendigvis påvirke de talende – argumenterer nogle sprogfilosoffer -, hvis de lever i sprogområder, hvor al tænkning formuleres i sætninger, der forstår begivenheder ud fra mønstret:
```
handlende subjekt (grundled) → handlingsbeskrivelse (udsagnsled) → ændret objekt (genstandsled)
```

Her ses grundleddet som det, der driver handlingen igennem, det er den bevægende kraft. De fleste europæere lever i (og igennem) sådan et sprog. De tager det for givet, at "man må tage ansvar for sine handlinger" og at "enhver er sin egen lykkes smed".
Men der findes sprog som de ute-aztekiske, hvor verden fortolkes efter et helt andet mønster. Dér findes der kun en skelnen mellem det vitterligt virkelige, altså det her-og-nu tilstedeværende, på den ene side og alt det u-virkelige (drømme, fremtid, det mulige, fantasi, løgn osv) på den anden side. Dertil kommer, at naturen forstås sådan, at det uvirkelige somme tider kan udvikle sig til at blive til det virkelige. Tidsdimensionen og årsag-virknings skabelonen er betydningsløse i det univers, hvor drømme og ønsker kan påvirke virkeligheden, og hvor årsager er komplekse netværk. Her er énstrenget og lineær handling formålsløs, og den enkeltes ansvar har kosmiske dimensioner. Til gengæld skal det bæres sammen med andre.

## Handling i psykologisk lys
Bevidste handlinger forløber i nogle bestemte faser, der dog ikke nødvendigvis skal følge efter hinanden i tid:
- Skabelsen af et motiv som reaktion på en ydre påvirkning eller ud fra en erkendelse af egne behov
- Undersøgelse og beslutningsforberedelse med de nødvendige overvejelser over mulige, konkrete mål, gennemtænkning af chancer for succes og af de tænkelige følger af handlingen
- Beslutning, dvs. valg af bestemte, konkrete må og metoder
- Fremstilling af et mere eller mindre detaljeret handlingsprogram
- Udførelse af handlingen under stadig kontrol i forhold til de fastlagte deadlines, delmål og metodevalg
- Evaluering af handlingens konsekvenser og sammenligning mellem målsætning og resultat

### Handling under ydre pres
Ved bortfald eller overspringelse af én af de nævnte faser, kan man ikke længere tale om en bevidst og målrettet handling. Under kraftig følelsesmæssig påvirkning, fx udløst af et ydre psykisk pres, sættes handlingsberedskabet ud af kraft, og man tvinges over i refleksmæssige handlemønstre, som er grundlagt tidligt i barndommen. I den slags tilfælde taler man i stedet om affekthandlinger og i ekstreme tilfælde om driftshandlinger.

### Handling set som en psykologisk reguleringsmekanisme
Man kan anse følgende processer som psykiske delfunktioner, som altid indgår i handlingen som personlige enheder af psykisk indhold, processer, tilstande og egenskaber. Processerne kan sagtens være forskelligt betonet, og de kommer altid til syne i sammenvævet form:
1. Erkendelse
2. Vurdering
3. Beslutning
4. Oplevelse
5. Stræben
6. Kontrol
7. Sikring

De nyere handlingspsykologiske undersøgelser sammenfatter disse delfunktioner i større enheder som handlingsorientering eller motiv- og procesregulering. Fordelen ved disse sammenfatninger er, at de kan bruges i klassificering af pædagogiske metodesystemer.
Inden for moderne psykologi betragtes handlingsmønstre som et sæt kompetencer, der opbygges i det samfundsmæssige fællesskab. Af samme grund forudsætter udvikling af kompetencer gennem opdragelse og pædagogik både viden, dannelse og normer.
Den opfattelse er udviklet som svar på efterkrigstidens behaviouristiske forklaringsmodel, der kun accepterede handlinger som sande data om en persons psyke, mens bevidsthedsytringer (tale, skrift, kunstværker osv.) blev set som noget subjektivt og privat.